# Ібеас-де-Хуаррос
Ібеас-де-Хуаррос (ісп. Ibeas de Juarros) — муніципалітет в Іспанії, у складі автономної спільноти Кастилія-і-Леон, у провінції Бургос. Населення — 1398 осіб (2010).
Муніципалітет розташований на відстані близько 210 км на північ від Мадрида, 30 км на схід від Бургоса.
На території муніципалітету розташовані такі населені пункти: (дані про населення за 2010 рік)
- Куева-де-Хуаррос: 54 особи
- Кускурріта-де-Хуаррос: 42 особи
- Еспіноса-де-Хуаррос: 14 осіб
- Ібеас-де-Хуаррос: 907 осіб
- Модубар-де-Сан-Сібріан: 76 осіб
- Мосонсільйо-де-Хуаррос: 53 особи
- Сальгеро-де-Хуаррос: 39 осіб
- Сан-Мільян-де-Хуаррос: 133 особи
- Санта-Крус-де-Хуаррос: 80 осіб

## Демографія
Динаміка населення (INE ):